# Kateřina Konečná
Kateřina Konečná (Nový Jičín, Checoslovaquia, 20 de enero de 1981) es una política checa, presidenta del Partido Comunista de Bohemia y Moravia (KSČM) desde 2021 y miembro del Parlamento Europeo desde 2014. Fue diputada en la Cámara de Diputados de la República Checa entre 2002 y 2014. Desde 2023 encabeza la coalición política Stačilo!.

## Biografía

### Primeros años y formación
Nació en Nový Jičín, en la entonces Checoslovaquia. Su padre, Karel Konečný, fue funcionario antes de 1989 y posteriormente miembro del KSČM. Estudió Economía y Administración en la Universidad Masaryk, graduándose en 2003 (Bc.). Entre 2006 y 2009 obtuvo el título de ingeniera en la Universidad de Finanzas y Administración. En 2013 completó estudios de Derecho en la Universidad Masaryk.

### Carrera política
En las elecciones legislativas de 2002 fue elegida diputada a la Cámara de Diputados de la República Checa como candidata independiente en la lista del KSČM, convirtiéndose en la parlamentaria más joven de la cámara.
En 2010 pasó a formar parte del Comité Central del KSČM y en 2016 fue elegida vicepresidenta del partido. En octubre de 2021 fue elegida presidenta del KSČM con el 55,7 % de los votos de los delegados. Revalidó el cargo en mayo de 2022 con un 89 % de apoyo.

#### Parlamento Europeo
Tras la adhesión de la República Checa a la Unión Europea en 2004, Konečná fue miembro temporal del Parlamento Europeo. En 2014 fue elegida eurodiputada encabezando la lista del KSČM, mandato que renovó en 2019 y 2024.

#### Liderazgo en Stačilo!
En diciembre de 2023 impulsó la coalición política Stačilo!, integrada por el KSČM y otras formaciones menores, de la cual fue candidata principal en las elecciones europeas de 2024. En octubre de 2024 la coalición se transformó en partido político bajo la presidencia de Daniel Sterzik, manteniéndose Konečná como figura central de su liderazgo.

## Controversias
Diversos medios la han vinculado a posiciones favorables a Azerbaiyán en el contexto del escándalo “Azerbaijan Laundromat”, al haber votado en contra de resoluciones críticas con la situación de derechos humanos en ese país.